# Cristiam Gutiérrez
Cristiam Mauriel Gutiérrez Peralta (ur. 6 stycznia 1993 w Jalapie) – nikaraguański piłkarz występujący na pozycji środkowego obrońcy, reprezentant Nikaragui, od 2023 roku zawodnik Deportivo Ocotal.